# Markus Merk
Markus Merk (Kaiserslautern, 1962. március 15.– ) német nemzetközi labdarúgó-játékvezető. Civil foglalkozása fogorvos.

## Pályafutása

### Nemzeti játékvezetés
Tizenkét évesen (!), 1974-ben tette le a játékvezetői vizsgát, 15 évesen kezdhetett mérkőzéseket vezetni. 1984-ben a Német labdarúgó-szövetség (DFB) által üzemeltetett 2. Bundesliga bírói közé került. 1988-ban a Bundesliga valaha kinevezett legfiatalabb játékvezetője lett. Az aktív nemzeti játékvezetéstől 2008-ban, Oliver Kahn búcsúmérkőzésének, az FC Bayern München – Német labdarúgó-válogatott (1–1) irányítását követően vonult vissza. Első ligás mérkőzéseinek száma: 268, amivel német csúcstartó.

### Nemzetközi játékvezetés
A Német labdarúgó-szövetség Játékvezető Bizottsága (JB) terjesztette fel nemzetközi játékvezetőnek, a Nemzetközi Labdarúgó-szövetség (FIFA) 1992-től tartotta nyilván bírói keretében. Több nemzetek közötti válogatott és klubmérkőzést vezetett. FIFA JB besorolás szerint első kategóriás bíró. 1997-ben hazájában csak a harmadik számú nemzetközi játékvezető volt. A német nemzetközi játékvezetők rangsorában, a világbajnokság-Európa-bajnokság sorrendjében többedmagával az 1. helyet foglalja el 37 találkozó szolgálatával. Európai-kupamérkőzések irányítójaként az örök ranglistán a 2. helyet foglalja el 75 találkozó vezetésével. Az aktív nemzetközi játékvezetéstől 2008-ban búcsúzott. Válogatott mérkőzéseinek száma: 49.

#### Nemzeti kupamérkőzések
Vezetett Kupa-döntők száma: 2.

##### Német labdarúgókupa
| Időpont          | Helyszín                 | Mérkőzés típusa | Mérkőzés                       | Eredmény | Nézők száma |
| ---------------- | ------------------------ | --------------- | ------------------------------ | -------- | ----------- |
| 1993. június 12. | Olimpiai Stadion, Berlin | döntő           | Bayer 04 Leverkusen–Hertha BSC | 1 – 0    | 76 391      |

##### Német labdarúgó-szuperkupa
| Időpont            | Helyszín                  | Mérkőzés típusa | Mérkőzés                                   | Eredmény | Nézők száma |
| ------------------ | ------------------------- | --------------- | ------------------------------------------ | -------- | ----------- |
| 1995. augusztus 5. | Rhein Stadion, Düsseldorf | döntő           | Borussia Dortmund–Borussia Mönchengladbach | 1 – 0    | 16 000      |

#### Labdarúgó-világbajnokság
A világbajnoki döntőhöz vezető úton Amerikai Egyesült Államokba a XV., az 1994-es labdarúgó-világbajnokságra, Franciaországba a XVI., az 1998-as labdarúgó-világbajnokságra, Dél-Koreába és Japánba a XVII., a 2002-es labdarúgó-világbajnokságra valamint Németországba a XVIII., a 2006-os labdarúgó-világbajnokságra a FIFA JB bíróként alkalmazta. Vezetett mérkőzéseinek száma: 5.

##### 1994-es labdarúgó-világbajnokság

###### Selejtező mérkőzés
| Időpont              | Helyszín                  | Mérkőzés típusa           | Mérkőzés                  | Eredmény | Nézők száma |
| -------------------- | ------------------------- | ------------------------- | ------------------------- | -------- | ----------- |
| 1992. szeptember 23. | Stadion Miejski, Poznań   | előselejtező (2. csoport) | Lengyelország–Törökország | 1 – 0    | 10 000      |
| 1993. május 12.      | Kadriorg Stadion, Tallinn | előselejtező (1. csoport) | Észtország–Málta          | 0 – 1    | 4500        |

##### 1998-as labdarúgó-világbajnokság

###### Selejtező mérkőzés
| Időpont              | Helyszín                                                  | Mérkőzés típusa           | Mérkőzés                | Eredmény | Nézők száma |
| -------------------- | --------------------------------------------------------- | ------------------------- | ----------------------- | -------- | ----------- |
| 1996. október 13.    | Estadio Heliodoro Rodríguez López, Santa Cruz de Tenerife | előselejtező (6. csoport) | Spanyolország–Szlovákia | 4 – 1    | 13 500      |
| 1997. április 30.    | Ullevaal Stadion, Oslo                                    | előselejtező (3. csoport) | Norvégia–Finnország     | 1 – 1    | 22 782      |
| 1997. szeptember 10. | Råsunda Stadion, Stockholm                                | előselejtező (4. csoport) | Svédország–Lettország   | 1 – 0    | 20 251      |

##### 2002-es labdarúgó-világbajnokság
Teherbíró képességének ellenőrzésére a FIFA JB Dél-amerikai Labdarúgó-szövetség JB hozzájárulásával a CONMEBOL zónában vezethetett mérkőzést.

###### Selejtező mérkőzés
| Időpont            | Helyszín                       | Mérkőzés típusa            | Mérkőzés              | Eredmény | Nézők száma |
| ------------------ | ------------------------------ | -------------------------- | --------------------- | -------- | ----------- |
| 2000. október 11.  | Laugardalsvöllur, Reykjavík    | előselejtező (3. csoport)  | Izland–Észak-Írország | 1 – 0    | 6780        |
| 2001. június 2.    | Parken Stadion, Koppenhága     | előselejtező (3. csoport)  | Dánia–Csehország      | 2 – 1    | 41 669      |
| 2001. november 14. | Estadio Centenario, Montevideo | előselejtező (18. forduló) | Uruguay–Argentína     | 1 – 1    | 48 100      |

###### Világbajnoki mérkőzés
| Időpont          | Helyszín                  | Mérkőzés típusa              | Mérkőzés          | Eredmény | Nézők száma |
| ---------------- | ------------------------- | ---------------------------- | ----------------- | -------- | ----------- |
| 2002. június 9.  | Városi Stadion, Jokohama  | csoportmérkőzés (H. csoport) | Japán–Oroszország | 1 – 0    | 66 108      |
| 1971. február 3. | Központi Stadion, Niigata | egyik nyolcaddöntő           | Dánia–Anglia      | 0 – 3    | 40 582      |

##### 2006-os labdarúgó-világbajnokság

###### Selejtező mérkőzés
| Időpont             | Helyszín                          | Mérkőzés típusa           | Mérkőzés                | Eredmény | Nézők száma |
| ------------------- | --------------------------------- | ------------------------- | ----------------------- | -------- | ----------- |
| 2004. szeptember 8. | Amsterdam ArenA, Amszterdam       | előselejtező (1. csoport) | Hollandia–Csehország    | 2 – 0    | 48 488      |
| 2005. március 30.   | Városi Stadion, Ramat Gan         | előselejtező (4. csoport) | Izrael–Franciaország    | 1 – 1    | 32 150      |
| 2005. június 4.     | Beşiktaş İnönü Stadion, Isztambul | előselejtező (2. csoport) | Törökország–Görögország | 0 – 0    | 26 700      |
| 2005. szeptember 7. | Lokomotiv Stadion, Moszkva        | előselejtező (3. csoport) | Oroszország–Portugália  | 0 – 0    | 28 800      |
| 2005. október 12.   | Lansdowne Road Stadion, Dublin    | előselejtező (4. csoport) | Írország–Svájc          | 0 – 0    | 35 944      |
| 2005. november 16.  | Tehelné pole Stadion, Bratislava  | rájátszás                 | Szlovákia–Spanyolország | 1 – 1    | 23 587      |

###### Világbajnoki mérkőzés
| Időpont          | Helyszín                 | Mérkőzés típusa              | Mérkőzés                        | Eredmény | Nézők száma |
| ---------------- | ------------------------ | ---------------------------- | ------------------------------- | -------- | ----------- |
| 2006. június 11. | Központi Stadion, Lipcse | csoportmérkőzés (C. csoport) | Szerbia és Montanegró–Hollandia | 0 – 1    | 43 000      |
| 2006. június 18. | Allianz Arena, München   | csoportmérkőzés (F. csoport) | Brazília–Ausztrália             | 2 – 0    | 66 000      |
| 2006. június 22. | Frankenstadion, Nürnberg | csoportmérkőzés (E. csoport) | Ghána–Amerika                   | 2 – 1    | 41 000      |

#### Labdarúgó-Európa-bajnokság
Az európai labdarúgó torna döntőjéhez vezető úton Angliába a X., az 1996-os labdarúgó-Európa-bajnokságra, Belgiumba és Hollandiába a XI., a 2000-es labdarúgó-Európa-bajnokságra, Portugáliába a XII., a 2004-es labdarúgó-Európa-bajnokságra Ausztriába illetve Svájcba a XIII., a 2008-as labdarúgó-Európa-bajnokságra az UEFA JB játékvezetőként foglalkoztatta. 2004-ben a 12. labdarúgó-Európa-bajnokság döntőjét, első németként vezethette.

##### 1996-os labdarúgó-Európa-bajnokság

###### Selejtező mérkőzés
center>
| Időpont            | Helyszín                       | Mérkőzés típusa           | Mérkőzés               | Eredmény | Nézők száma |
| ------------------ | ------------------------------ | ------------------------- | ---------------------- | -------- | ----------- |
| 1995. június 11.   | Lansdowne Road Stadion, Dublin | előselejtező (6. csoport) | Írország–Ausztria      | 1 – 3    | 33 000      |
| 1995. november 15. | Luzsnyiki Stadion, Moszkva     | előselejtező (8. csoport) | Oroszország–Finnország | 3 – 1    | 6000        |

##### 2000-es labdarúgó-Európa-bajnokság

###### Selejtező mérkőzés
| Időpont             | Helyszín                   | Mérkőzés típusa           | Mérkőzés                 | Eredmény | Nézők száma |
| ------------------- | -------------------------- | ------------------------- | ------------------------ | -------- | ----------- |
| 1998. szeptember 5. | Olimpiai Stadion, Kijev    | előselejtező (4. csoport) | Ukrajna–Oroszország      | 3 – 2    | 82 000      |
| 1999. március 31.   | Sziléziai Stadion, Chorzów | előselejtező (5. csoport) | Lengyelország–Svédország | 0 – 1    | 32 000      |
| 1999. szeptember 4. | Ullevaal Stadion, Oslo     | előselejtező (2. csoport) | Norvégia–Görögország     | 1 – 0    | 24 133      |

###### Európa-bajnoki mérkőzés
| Időpont          | Helyszín                         | Mérkőzés típusa              | Mérkőzés                | Eredmény | Nézők száma |
| ---------------- | -------------------------------- | ---------------------------- | ----------------------- | -------- | ----------- |
| 2000. június 10. | Baldvin király Stadion, Brüsszel | csoportmérkőzés (B. csoport) | Belgium–Svédország      | 2 – 1    | 50 000      |
| 2000. június 18. | Amsterdam ArenA, Amszterdam      | csoportmérkőzés (C. csoport) | Szlovénia–Spanyolország | 1 – 2    | 43 000      |
| 2000. június 29. | Amsterdam ArenA, Amszterdam      | egyik elődöntő               | Olaszország–Hollandia   | 0 – 0    | 50 000      |

##### 2004-es labdarúgó-Európa-bajnokság

###### Selejtező mérkőzés
| Időpont             | Helyszín                            | Mérkőzés típusa           | Mérkőzés                  | Eredmény | Nézők száma |
| ------------------- | ----------------------------------- | ------------------------- | ------------------------- | -------- | ----------- |
| 2002. szeptember 7. | Apostolos Nikolaidis Stadion, Athén | előselejtező (6. csoport) | Görögország–Spanyolország | 0 – 2    | 17 000      |
| 2003. június 7.     | Népstadion, Budapest                | előselejtező (4. csoport) | Magyarország–Lettország   | 3 – 1    | 4000        |
| 2003. szeptember 6. | Giuseppe Meazza Stadion, Milánó     | előselejtező (9. csoport) | Olaszország–Wales         | 4 – 0    | 80 000      |
| 2003. november 15.  | Maksimir Stadion, Zágráb            | rájátszás                 | Horvátország–Szlovénia    | 1 – 1    | 35 000      |

###### Európa-bajnoki mérkőzés
| Időpont          | Helyszín                        | Mérkőzés típusa              | Mérkőzés               | Eredmény | Nézők száma |
| ---------------- | ------------------------------- | ---------------------------- | ---------------------- | -------- | ----------- |
| 2004. június 13. | Estádio da Luz, Lisszabon       | csoportmérkőzés (B. csoport) | Franciaország–Anglia   | 2 – 1    | 62 487      |
| 2004. június 22. | Bessa Século XXI Stadion, Porto | csoportmérkőzés (C. csoport) | Dánia–Svédország       | 2 – 2    | 26 115      |
| 2004. július 4.  | Estádio da Luz, Lisszabon       | döntő                        | Portugália–Görögország | 0 – 1    | 62 865      |

##### 2008-as labdarúgó-Európa-bajnokság

###### Selejtező mérkőzés
| Időpont              | Helyszín                         | Mérkőzés típusa           | Mérkőzés             | Eredmény | Nézők száma |
| -------------------- | -------------------------------- | ------------------------- | -------------------- | -------- | ----------- |
| 2006. október 7.     | Old Trafford, Manchester         | előselejtező (E. csoport) | Anglia–Macedónia     | 0 – 0    | 72 062      |
| 2007. március 24.    | Feijenoord Stadion, Rotterdam    | előselejtező (G. csoport) | Hollandia–Románia    | 1 – 1    | 49 000      |
| 2007. szeptember 12. | Estádio José Alvalade, Lisszabon | előselejtező (A. csoport) | Portugália–Szerbia   | 1 – 1    | 47 000      |
| 2007. november 17.   | Olimpiai Stadion, Oslo           | előselejtező (C. csoport) | Norvégia–Törökország | 1 – 2    | 24 000      |

#### Konföderációs kupa
Franciaország rendezte a 6., a 2003-as konföderációs kupa tornát, ahol a FIFA JB játékvezetőként alkalmazta.

##### 2003-as konföderációs kupa
| Időpont          | Helyszín                                 | Mérkőzés típusa              | Mérkőzés             | Eredmény | Nézők száma |
| ---------------- | ---------------------------------------- | ---------------------------- | -------------------- | -------- | ----------- |
| 2003. június 23. | Geoffroy-Guichard Stadion, Saint-Étienne | csoportmérkőzés (B. csoport) | Brazília–Törökország | 2 – 2    | 29 170      |
| 2003. június 26. | Stade de Gerland, Lyon                   | egyik elődöntő               | Kamerun–Kolumbia     | 1 – 0    | 12 352      |

#### Olimpiai játékok
Az 1992. évi nyári olimpiai játékok labdarúgó tornáján a FIFA JB bíróként foglalkoztatta.

##### 1992. évi nyári olimpiai játékok
| Időpont          | Helyszín                        | Mérkőzés típusa              | Mérkőzés               | Eredmény | Nézők száma |
| ---------------- | ------------------------------- | ---------------------------- | ---------------------- | -------- | ----------- |
| 1992. július 24. | Luis Casanova Stadion, Valencia | csoportmérkőzés (B. csoport) | Spanyolország–Kolumbia | 4 – 0    | 18 000      |
| 1992. július 30. | Luis Casanova Stadion, Valencia | csoportmérkőzés (C. csoport) | Paraguay–Marokkó       | 3 – 1    | 2000        |

#### Nemzetközi kupamérkőzések
Vezetett Kupa-döntők száma: 2.

##### Kupagyőztesek Európa-kupája
| Időpont         | Helyszín                      | Mérkőzés típusa | Mérkőzés                            | Eredmény | Nézők száma |
| --------------- | ----------------------------- | --------------- | ----------------------------------- | -------- | ----------- |
| 1997. május 14. | Feijenoord Stadion, Rotterdam | döntő           | FC Barcelona–Paris Saint-Germain FC | 1 – 0    | 52 000      |

##### UEFA-bajnokok ligája
1992-ben kapott lehetőséget a Bajnokok Ligájában (BL) bemutatkozni. A 49. játékvezető – a 7. német – aki UEFA-bajnokok ligája döntőt vezetett.
| Időpont         | Helyszín                 | Mérkőzés típusa | Mérkőzés             | Eredmény | Nézők száma |
| --------------- | ------------------------ | --------------- | -------------------- | -------- | ----------- |
| 2003. május 28. | Old Trafford, Manchester | döntő           | Juventus FC–AC Milan | 0 – 0    | 63 215      |

## Írásai
- Markus Merk: BeWEGEnd
- Markus Merk: Untersuchungen zur Formänderung kalt- und heißpolymerisierender Prothesenkunststoffe nach Behandlung im Ultraschallbad ("Examinations on the form change of cold- and hot-polymerising prothesis plastics after ultrasound treatment"), Dissertation by Markus Merk, University of Cologne, 1990.

## Jótékonyság
A vallásos Merk Indiában aktív fogápolási segítséget nyújtott a nyomornegyedekben lakó szegények részére. Rengeteg segítséget adott a Németországban (Kaiserslauternben) bevándorolt indiaiak részére a tanulás, a hajléktalanok elhelyezése és egészségügyi problémáik megoldásában.

## Sikerei, díjai
- Háromszor lett az IFFHS legjobb játékvezetője: 2004, 2005, 2007 évben. Ő a harmadik nemzetközi játékvezető (Puhl Sándor, Pierluigi Collina után), akit legalább háromszor választottak az év legjobbjának.
- Hatszor 1995, 1996, 2000, 2003, 2004, 2006 választották meg Németország (DFB) legjobb játékvezetőjének. 2005-ben megkapta a német Bundesverdienstkreuz (Federal Cross Merit) kitüntető címet, a labdarúgásban- és Indiában végzett jótékonysági munkájának elismeréseként. Merk a FIFA felkérésre rengeteg jótékonysági tevékenységet végzett.
- Pályafutása során a világ egyik legjobb játékvezetőjének nőtte ki magát. Az IFFHS (International Federation of Football History & Statistics) 1987-2011 évadokról tartott nemzetközi szavazásán 151, játékvezető besorolásával minden idők 2, legjobb bírójának rangsorolta.

## Magánélete
Feleségével és fiával Otterbachben él, ahol fogorvosi eszközök kereskedelemével foglalkoznak, előtte Merk 2005-ig fogszakorvos volt. Ma motivációs szemináriumokat vezet, ui. „Fiatalkorában éles, nyikorgó hangja miatt rengeteg gúnyt szenvedett el”. Miután kiterjedt beszédterápián ment keresztül, mára normális baritonhangon beszél. (Referencia: a könyve BeWEGEnd).

## Magyar vonatkozás
| Időpont             | Helyszín                        | Mérkőzés típusa              | Mérkőzés               | Eredmény | Nézők száma |
| ------------------- | ------------------------------- | ---------------------------- | ---------------------- | -------- | ----------- |
| 1996. május 18.     | Wembley Stadion, London         | felkészülési (703. mérkőzés) | Anglia–Magyarország    | 3 – 0    | 30 000      |
| 1998. március 25.   | Ernst Happel Stadion, Bécs      | felkészülési (720. mérkőzés) | Ausztria–Magyarország  | 2 – 3    | 21 000      |
| 2005. szeptember 3. | Szusza Ferenc Stadion, Budapest | felkészülési (799. mérkőzés) | Magyarország–Argentína | 1 – 2    |             |